# فيك ماركس
فيك ماركس (25 يونيو 1955 في المملكة المتحدة - ) (بالإنجليزية: Vic Marks)‏ هو صحفي ولاعب كريكت أسترالي. شارك مع منتخب إنجلترا للكريكت. أما مع النوادي، فقد لعب مع نادي مقاطعة سومرست للكريكت ‏ وفريق غرب أستراليا للكريكت ‏ ونادي مارليبون للكريكت ‏ ونادي الكريكت في جامعة أكسفورد ‏.

## وصلات خارجية
- فيك ماركس على موقع إي آس بي آن كريك إنفو (الإنجليزية)